# Campodorus obscurator
Campodorus obscurator là một loài tò vò trong họ Ichneumonidae.